# Pierre-Jean Fabre
Pierre-Jean Fabre (latinul: Petri Johannis Fabry) (Castelnaudary, 1588. – Montpellier, 1658. január 9.) francia alkimista, orvos, író, vélhetően rózsakeresztes.

## Élete
Pierre-Jean Fabre polgárcsaládba született 1588-ban, Antoine Fabre fiaként. Két fivére volt, Gérard és Bertrand, akik közül az utóbbi, Bernard Fabre a teológia doktora, a Saint-Michel társaskáptalani templom papja volt, Jeanne Marie nevű húga pedig Alexandre Déjean férje lett, aki gróf Jean-François-Aimé Dejean (1749–1824) őse volt.

### Orvosi tevékenysége
Montpellier-ben tanult orvostudományt és Paracelsus nyomán jatrokémiai (spagirikus) orvoslással kezdett el foglalkozni, 1615-től Castelnaudaryban. Híressé vált, különösen a pestis gyógyításában, mely különösen súlyos járvánnyá nőtt a harmincéves háború (1618–1648) alatt. Kémiai alapú gyógyszerkezelést végzett és 1622-ben egy rövid ideig XIII. Lajos francia király (1601–1643) háziorvosa is volt.

### Alkímiai tevékenysége
Fabre gyakorló alkimista volt és saját állítása szerint 1627. július 22-én sikeresen végrehajtotta  ólom transzmutációját ezüstté. Komoly érdeklődést tanúsított a kémia misztikus vonatkozásai iránt. Párhuzamba állította az alkímiai operációkat a katolikus egyház szentségeivel az 1632-ben kiadott Alchymista Christianus című művében.

### Utazásai, címei
Sokat utazott, többek között eljutott a Német-római Birodalomba is, ahol Frankfurtban időzött. Barcelonában is járt, ahol szintén a pestis ellen küzdött sikeresen. Híre már átlépett országhatárokat, így több könyvét lefordították és kiadták külföldön. Birtokolta a „király tanácsosa” és „Castelnaudary konzulja” címeket. Birtokot tartott fenn Castalnaudary határában, melynek kapuja fölött ma is egy alkímiára utaló metszet látható.

### Időskora, hatása
1654-ben megromlott az egészsége és Castelnaudaryban hunyt el 1658. január 9-én. Gazdag könyvtárát az egyházra hagyta. A Pénitents Blancs kápolnába temették.
2005-ben brit kutatók felfedezték, hogy Isaac Newton (1642–1726) olvasta és részletes kommentárokkal látta el Pierre-Jean Fabre egyes műveit.

## Könyvei

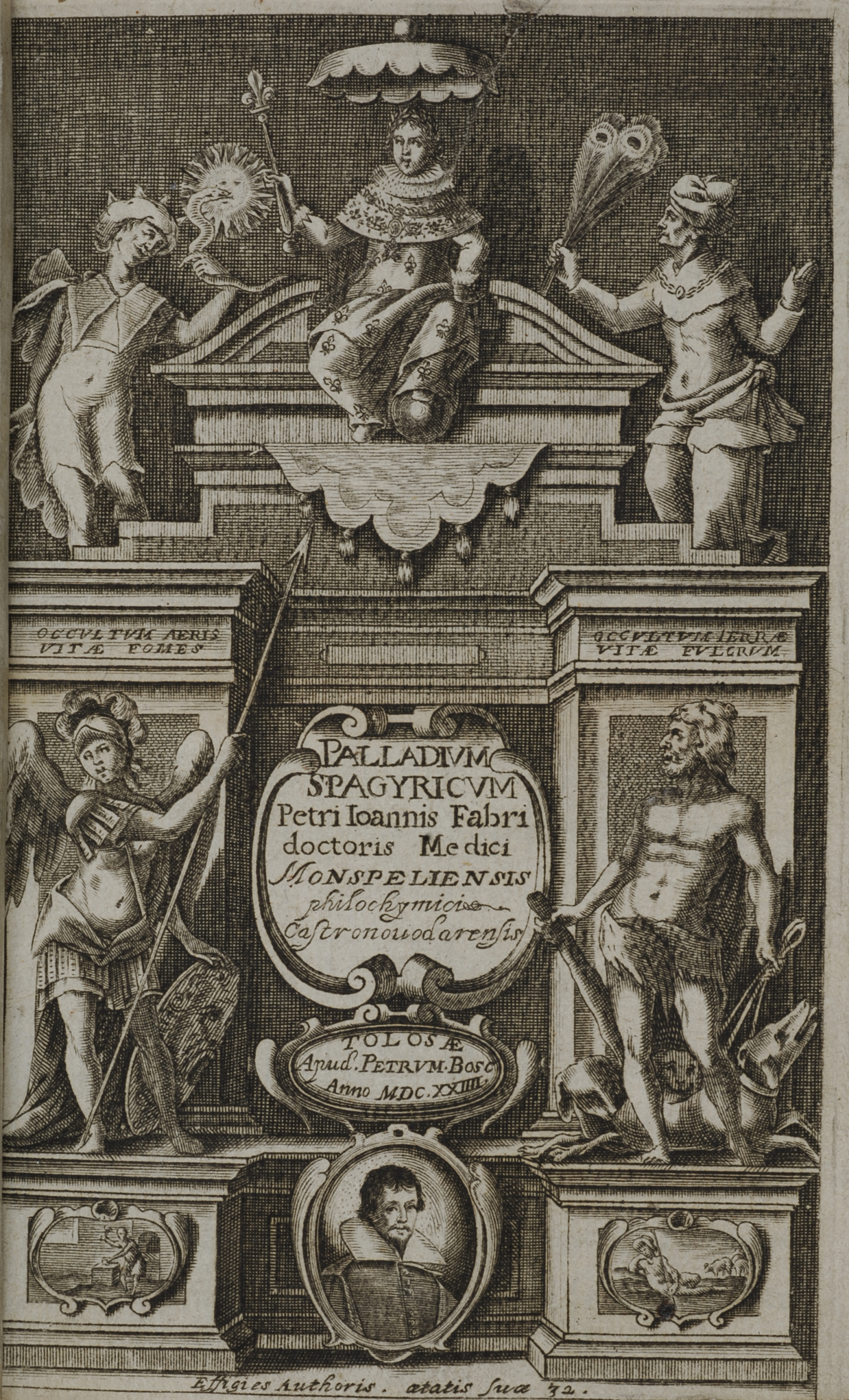
Palladium spagyricum, címlap, 1624

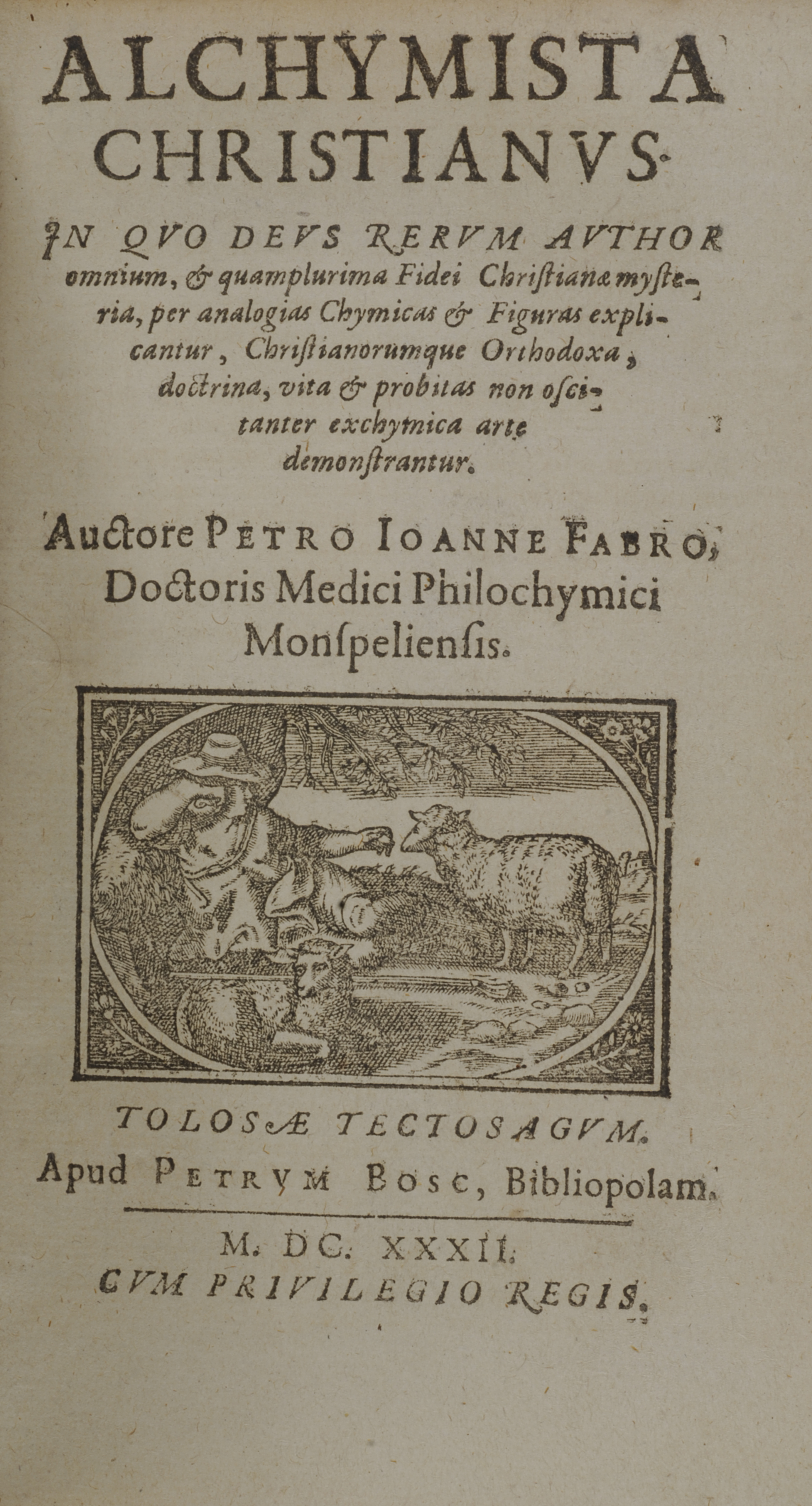
Alchymista Christianus, címlap, 1632

- Palladium Spagyricum, Toulouse, Bosc, 1624, 276 p.
- Chirurgica spagyrica, Toulouse, Bosc, 1626, 176 p. Traduction française manuscrite de Pierre Mallet, Chartres, 1649.
- Insignes curationes variorum morborum quos medicamentis chymicis jucundissima methodo curavit, Toulouse, Bosc, 1627.
- Myrothecium spagyricum, Toulouse, Bosc, 1628, 448 p.
- Traité de la peste selon la doctrine des médecins spagyriques, Toulouse, 1629, Castres, 1653.
- Alchymista christianus, Toulouse, Bosc, 1632. Trad. (XVIII° s.) : L'alchimiste chrétien (édition de Frank Greiner), Paris et Milan, Archè, 2001, 732 p. Paraphrase alchimique de la Theologia naturalis de Raymond Sebond. Texte latin 1632, 32-236-4.
- Hercules pio-chymicus, Toulouse, Bosc, 1634.
- L'Abrégé des secrets chymiques, où l'on voit la nature des animaux, végétaux et minéraux entièrement découverts, avec les vertus et propriétés des principes qui composent et conservent leur être ; et un traité de la médecine générale, Paris, Pierre Billaine, 1636. Gutenberg Reprints, 1990.
- Hydrographum spagyricum, Toulouse, Bosc, 1639, 260 p.
- Propugnaculum alchymiae adversus quosdam misochymicos..., Toulouse, Bosc, 1645, 128 p. Traduction française manuscrite en 1790 par le chevalier Dernelon : Rempart de l'alchimie.
- Traduction et notes du Cursus triomphalis Antimonii de Basile Valentin, Toulouse, Bosc, 1646.
- Panchymicus, seu Anatomia totius Universi Opus, Toulouse, Bosc, 1646.
- Sapientia Universalis quatuor libris comprehensa. Videlicet 1. Quid sit sapientia, & de modiis ad eam perveniendi, 2. De cognitione hominis, 3. De medentis morbis hominum, 4. De Meliorandis metallis, Toulouse, Bosc, 1654.
- Remèdes curatifs et préservatifs de la peste donnez au public en 1652 par Pierre-Jean Fabre, Réimprimé en 1720 à Toulouse, 16 p.
- Manuscriptum ad Serenissimum Fridericum...res alchymicorum explanans, 1653, édité par G. Clauder dans les Miscellanea Curiosa de l'Académie impériale léopoldine de Nuremberg, 1690 ; in J. J. Manget, Bibliotheca Chemica Curiosa, 1702.
- Opera reliqua volumine hoc posteriore comprehensa, Francfort, Beyer, 1652 ; Francfort, Beyer, 1656.